# Томасина
«Томасина» (англ. Thomasina) или «Томасина. Кошка, которая думала, что была богиней» (англ. Thomasina, the Cat Who Thought She Was God) — произведение 1957 года Пола Гэллико о мужчине, забывшем, что такое любовь, о девочке, любившей кошку, и о кошке, думавшей, что она — богиня. По книге был сделан диснеевский фильм «Три жизни Томазины» в 1964 году. В 1991 году режиссёр Леонид Нечаев по мотивам повести снял на Киностудии имени М. Горького фильм «Безумная Лори».
На русском языке книга была издана в 1991 году в переводе Натальи Трауберг.

## Сюжет
Действие сказки происходит в шотландском городке, где работает ветеринаром Эндрью Макдьюи. Он лечит собак и кошек, обслуживает фермеров и инспектирует все ветеринарные хозяйства округи. Горожане относятся к Макдьюи неоднозначно: с одной стороны, они признают его опыт и квалификацию, с другой — осуждают за то, что тот слишком часто усыпляет животных. Это объясняется биографией Макдьюи: он с детства мечтал лечить и спасать людей, а ветеринарией занялся вынужденно, получив отцовскую ветеринарную практику по наследству. Кроме того, жена ветеринара Энн умерла, подцепив инфекцию от попугая. С тех пор ветеринар ненавидит животных, и в его сердце не осталось места для доброты. Только священник Энгус Педди считает нелюдимого вдовца своим другом. Единственный человек, кого всей душой любит доктор Макдьюи — его семилетняя дочь Мэри-Руа Макдьюи. В свою очередь, для девочки самым близким существом становится рыжая кошка Томасина.
Мэри-Руа с двухлетнего возраста не расстаётся с любимицей. Однажды на прогулке кошка, испугавшись пароходного гудка, падает с плеча хозяйки и сильно ударяется. К утру Томасина утрачивает способность двигаться, и девочка приносит её в отцовскую клинику. Доктор Макдьюи, никогда не любивший домашнюю питомицу, делает беглый осмотр и выносит привычный приговор — усыпить! Под отчаянный крик бьющейся в дверь кабинета Мэри-Руа Томасину усыпляют.
Соседские мальчишки, добрые приятели Мэри-Руа, чтобы отвлечь её от горя, устраивают Томасине настоящие похороны с траурной процессией, волынкой и гробом, который сделан из коробки и куска атласа. Свидетельницей похоронного обряда оказывается живущая в лесу Безумная Лори (англ. Mad Lory) — молодая женщина Лори Макгрегор, лесная колдунья, обладающая даром целительства, прорицательства, умеющая разговаривать с птицами, лечить зверей и людей, и водящая дружбу с гномами. Люди считают её странной и называют Рыжей Ведьмой. Однако, именно к ней всё чаще приходят со своими заболевшими животными горожане и фермеры: ведь ветеринар, не сумевший спасти кошку своей дочери — опасный человек. Лишившись почти всех клиентов, Макдьюи решает найти управу на появившуюся конкурентку. Вопреки ожиданиям, Безумная Лори встречает его тепло и просит помочь спасти попавшего в капкан барсука. С этого момента душа сурового ветеринара начинает оттаивать, он становится частым гостем в лесной больничке Безумной Лори и даже вступается за цирковых зверей, которых истязают жестокие владельцы-цыгане.
Но Мэри-Руа безутешна. Отец, убивший родное для неё существо, умер для неё и её обрёк на смерть, ибо ей не для кого больше жить. Она перестаёт разговаривать и угасает на глазах. Терапевт Доктор Стрэтсби сообщает Макдьюи, что все анализы его дочери в порядке; тем не менее она серьёзно больна: «Дитя умирает от разбитого сердца!». Ей необходимо прописать любовь в больших дозах — по словам Доктора Стрэтсби, это лучшее лекарство и для людей, и для животных. Ветеринар, уже влюбившийся в Лори, в отчаянии зовёт её на помощь. Лори, искренне любящая Эндрю, приходит к нему в дом, но не может спасти девочку.
Однако в окне внезапно возникает силуэт рыжей кошки и слышится мяуканье: это вернулась Томасина! Мэри-Руа спасена, смерть отступает. Девочка ласкает и гладит Томасину, зная, что её папа сдержал обещание, и он — самый лучший и добрый. Случившееся кажется чудом, но Лори рассказывает правду. Дети похоронили кошку, но Лори раскопала её могилу, и кошка, только лишь потерявшая сознание, ожила, и всё это время жила в лесном домике Лори. Лори, желающая навсегда остаться с Эндрю, отправляется на кухню готовить завтрак. «Так распоряжаются в доме, где остаются навсегда».

## Перевод и отзывы
Согласно воспоминаниям переводчицы Натальи Трауберг, её знакомство со сказкой Пола Гэллико состоялось в июне 1974 года. В ту пору коллега Трауберг, уехавший из СССР, прислал ей по почте «самую лучшую книжку о кошках». Сказка предназначалась для дочери переводчицы, однако, как рассказывала впоследствии сама Наталья Леонидовна, вернувшись домой с посылкой, она открыла книгу и не поднималась с кресла до тех пор, пока не перелистнула последнюю страницу: «Когда я вспоминаю, мне кажется, что я, как Алиса, плавала в озере слез». К переводу «Томасины» Трауберг приступила через два дня, в августе того же года работа была завершена, и вскоре русская интерпретация произведения Пола Гэллико начала расходиться по стране в самиздатовских копиях.
Пол Гэллико, не опасаясь показаться патетичным и дидактичным, прямо говорил о необходимости любить, жалеть, сострадать всему живому. И это получалось у него мощно, светло и нежно.
Первое официальное издание сказки «Томасина» на русском языке в переводе Трауберг увидело свет уже после перестройки — в 1991 году. По свидетельству друга переводчицы — писателя и сценариста Алексея Биргера — книга распространялась настолько быстро, что вскоре у Натальи Леонидовны закончились все авторские экземпляры. Биргер писал, что с сочувствием относится к людям, не прочитавшим сказку Пола Гэллико: «Пересказывать её глупо. История кошки, из трагедии становящаяся светом — это вся наша история».
Историк литературы Ирина Озёрная, работавшая в первой половине 1990-х годов завлитом московского театра «Эрмитаж», рассказывала, что осенью 1992 года вся труппа настолько увлеклась чтением «Томасины», что режиссёр Михаил Левитин даже решил поставить спектакль по сказке Пола Гэллико. К исполнению сразу двух ролей — Томасины и Безумной Лори — планировалось привлечь певицу Елену Камбурову. Постановка в силу ряда причин не состоялась, однако в жизни «Эрмитажа» эта история получила мистическое, по утверждению Озёрной, продолжение: в театре появилась кошка Василиса, история которой в определённый момент совпала с биографией Томасины.

## В контексте детской литературы
Психологи, по данным обозревателя «Независимой газеты» Натальи Савицкой, включили сказку «Томасина» (наряду с «Космической трилогией» Клайва Льюиса и «Алыми парусами» Александра Грина) в список так называемой «лечебной литературы» — она рекомендуется детям, пережившим душевные потрясения, для возвращения им «надежды на лучшее». «Литературная газета» сообщает, что когда ученикам пятых и шестых классов одной из московских школ предложили составить перечень книг (не более трёх), которые они могли бы перечитывать на необитаемом острове, то в списке перечисленных школьниками произведений — рядом с «Гарри Поттером», «Властелином колец», «Приключениями Шерлока Холмса» — оказалась и сказка «Томасина».
Миссионерский отдел Московской Епархии РПЦ рекомендует книгу и отзывается о ней, как о гениальной христианской литературе для детей. Считает её повестью о кошке и «её девочке», о жизни, смерти и любви, а также о том, как сельский священник спас жестокого и обиженного на судьбу человека.

## Экранизации
По книге был снят диснеевский фильм «Три жизни Томазины» продолжительностью 97 минут. В ролях: Карен Дотрис, Патрик Макгуэн и Сьюзан Хэмпшир. Премьера фильма в США прошла 4 июня 1964 года. Режиссёр фильма — Дон Чеффи.
В СССР экранизация сказки Пола Гэллико «Томасина» состоялась в 1991 году, когда на экраны вышел фильм кинорежиссёра Леонида Нечаева «Безумная Лори» продолжительностью 127 минут. Главные роли исполнили Юозас Будрайтис (мистер Эндрю Макдьюи) и Ольга Зарубина (Лори Макгрегор).
В 1993 году Леонид Нечаев за цикл художественных фильмов для детей, в том числе «Безумную Лори», был удостоен Государственной премии России. Оценивая работу Будрайтиса, киноведы обращали внимание на то, что за лёгкой отстранённостью, которую актёр демонстрирует при создании образа своего героя, просматривается школа его педагога — театрального режиссёра Юозаса Мильтиниса.